# Реактивная многоцелевая граната
РМГ «Занос» (индекс ГРАУ — 7П46) — российская реактивная граната, разработанная «НПО „Базальт“». Предназначена для эффективного поражения легкобронированной техники, а также для поражения живой силы, находящейся в зданиях и фортификационных сооружениях.

## Описание
Калибр 105 миллиметров, дальность стрельбы до 400 метров. Реактивный снаряд с тандемной боевой частью, состоящей из ведущей кумулятивной бронебойной и основной термобарической боевых частей. Стабилизация гранаты на траектории осуществляется при помощи складных стабилизаторов и придаваемого ими гранате осевого вращения. При выстреле позади пускового устройства образуется опасная зона глубиной до 30 метров и с раствором 90 градусов.
Предназначена для поражения экипажей и боевых расчётов легкобронированной техники, живой силы противника, расположенной на открытой местности, в зданиях городского типа, полевых укрытиях и долговременных огневых точках.

## Принцип действия
При попадании ракеты лидирующий (кумулятивный) заряд образует отверстие в преграде, затем аэрозоль основного (термобарического) распыляется через это отверстие и взрывается внутри, повышая давление до 500 бар, а температуру, локально и краткосрочно — до 2500 градусов по Цельсию. Модульная тандемная боевая часть (БЧ) реактивной многоцелевой гранаты РМГ — многофакторного поражающего действия. Она оснащена специальным взрывательным устройством, которое срабатывает после внедрения в преграду и за счёт этого обеспечивает поражение живой силы противника внутри зданий, инженерных сооружений и бронированной техники. Пусковое устройство представляет собой трубу-моноблок из стеклопластика. С торцов пусковое устройство закрыто разрушаемыми при выстреле резиновыми крышками. Для приведения в боевое положение извлекается предохранительная чека и прицельные приспособления приводятся в боевое положение, при этом взводится ударно-спусковой механизм, и можно произвести запуск гранаты нажатием на спусковой рычаг. Массогабаритные показатели обеспечивают относительную мобильность бойца на поле боя и при выполнении задач в отрыве от подразделения. РМГ надежна в любых климатических и географических условиях.